# Un Sueño (relato de Edgar Allan Poe)
Un sueño (en inglés: A Dream) es un cuento corto atribuido al autor estadounidense Edgar Allan Poe, publicado entre el 13 y 14 de agosto de 1831 en The Saturday Evening Post de Filadelfia. El relato apareció firmado simplemente como "P.". Sin embargo, no se puede asegurar que Poe lo haya escrito.
De la existencia de Un sueño no se sabía nada hasta que Killis Campbell (1872-1937), un profesor de literatura de la Universidad de Texas en Austin, advirtió a la sazón su autoría probada en mayo de 1917. Campbell habría estado leyendo varios periódicos de la época en busca de textos que pudieran pertenecer, bajo el anonimato, a un joven Poe.

## Argumento

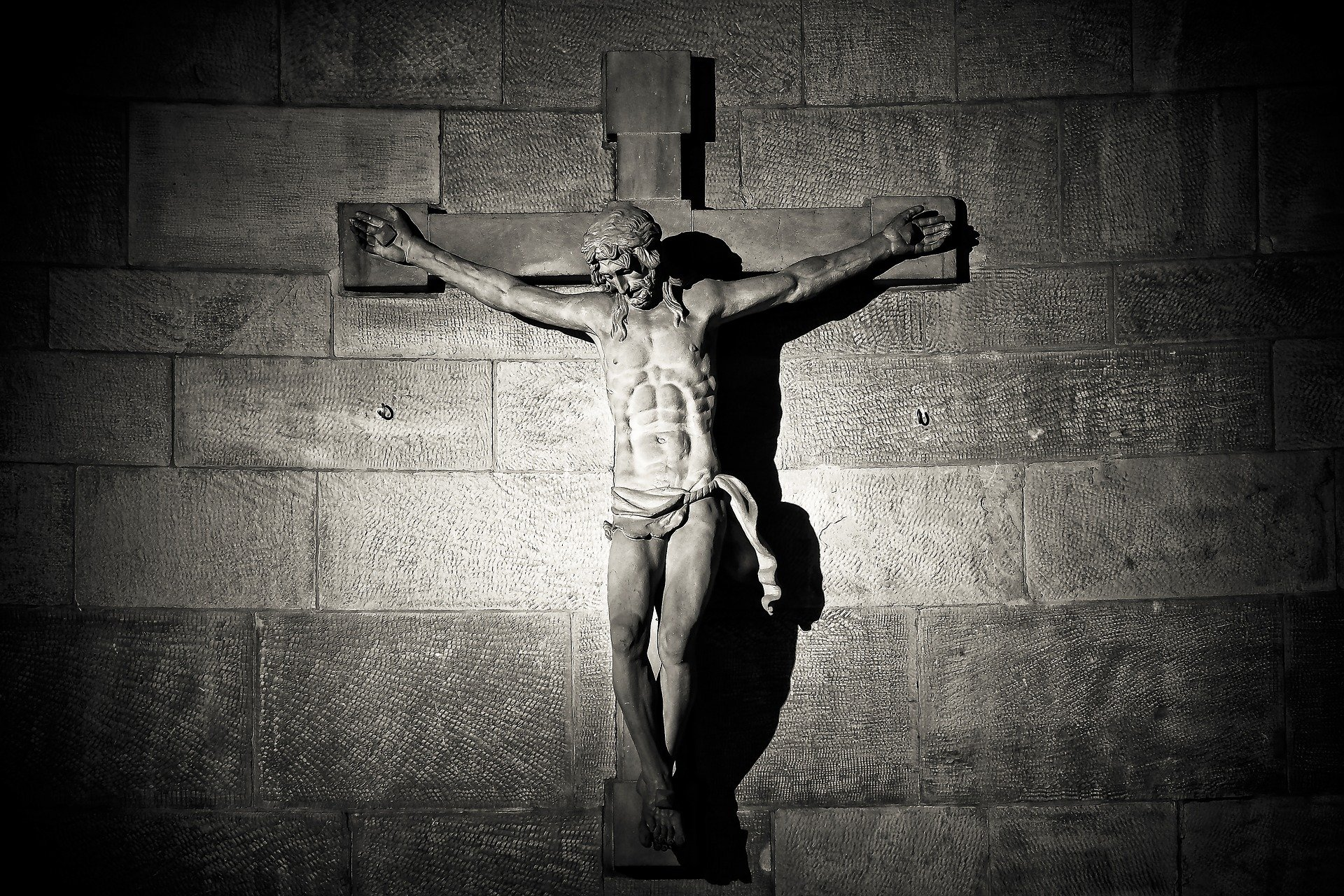
Imagen de Jesus en La Cruz.

El relato comienza con el narrador a punto de dormir, indicando al lector su costumbre de leer pasajes de las Sagradas Escrituras momentos antes de entregarse al descanso. Aquí, nos relata como por casualidad dio con el fragmento en el que "la inspiración grabó la agonía del Dios de la Naturaleza"; imagen que contribuye a sugestionar tanto la imaginación del narrador que, al entrar en los dominios del sueño en la piel de un fariseo, comenzará un viaje, por las profundidades horrendas de la escena evocada.

## Análisis

### Posible autoría de Poe
En este primer y precoz relato del autor, se esbozan los primeros elementos que serían marca patente en el estilo, así como también en la forma y el efecto que ambos crean en el lector; el cual es absorbido por la lectura de tal manera que se olvida que al inicio del relato se deja explícito que la escena se da en un sueño. Por lo tanto, recorre los trágicos y desventurados pasos del narrador, casi identificándose con la tristeza y congoja que él mismo esta sufriendo. El relato va construyendo un clímax dramático y en el momento de mayor tensión, esta última es liberada de manera violenta por el autor.
Bajo el hallazgo de Campbell, cabría considerar a este cuento como el primerísimo de facto de su autor. Sin embargo, la incógnita de la identidad del signatario sitúa al relato en una insólita coyuntura: a pesar de ser la primera obra original de Poe publicada, no forma parte del conjunto de narraciones que lo encumbraron, encabezadas por Metzengerstein. El hecho de que Poe no recopilara el relato, se resuelve con la teoría de que no había conservado una copia.
Este escrito presenta más que ningún otro la juventud de Poe, aún lejos no solo de alcanzar la madurez narrativa, sino también de empezar a interesarse por los temas que luego se descubrirían recurrentes en su obra. De hecho, la elección de un contexto bíblico, en concreto del Nuevo Testamento, ha supuesto un flanco de ataque para aquellos que no convienen en otorgar la autoría del cuento a Poe. Dicha elección no sería una temática que se repetiría demasiado en su obra y aportaría una evidencia nada favorable a quienes otorgan el relato a Poe.
Por otra parte, los argumentos fuertes a favor de que el relato es obra de Poe dejan al descubierto temáticas comunes en el escritor, ya sean las criptas, la obsesión con la muerte, la culpa y el efecto que esta tiene en la psique del personaje. Respecto a esto último el protagonista no parece del todo alterado por su terrible acción, aún más, parece satisfecho, sin embargo, a medida que el bello paisaje descrito se transforma en un escenario apocalíptico, el personaje comprende lo terrible de sus acciones. Otras características patentes de Poe son el hecho de que no es claro si el narrador se redime o no, conclusiones poco claras y, por supuesto, la ausencia de juicio moral.

### Contenido del relato
Unos meses antes de la publicación de Un sueño se había producido un eclipse solar el 12 de febrero de 1831 en Virginia, mismo que inspiraría a Nat Turner a iniciar su rebelión. La historia de la Crucifixión y el terremoto, el eclipse y la ruptura de tumbas que la siguieron está basada en Mateo 27:45-53, pero en el sueño del fariseo se hacen algunos cambios respecto a la narración bíblica.
El uso de referencias "incorrectas" tiene su paralelo en el relato El aliento perdido. El hecho de que Poe evitara posteriormente la ambientación onírica (excepto en los satíricos El ángel de lo raro y Conversación con una momia) puede haber sido el resultado de este relato experimental.